# 伯克 (愛達荷州)
伯克（英語：Burke）是位於美國愛達荷州肖肖尼縣的一個非建制地區。

## 地理
伯克的座標為47°31′13″N 115°49′13″W / 47.52028°N 115.82028°W，而該地的平均海拔高度為1128米（即3701英尺）。